# Виницки национален аграрен университет
Виницки национален аграрен университет (на украински: Вінницький національний аграрний університет) е висше аграрно училище, основано през 1982 г. в град Виница, Украинска ССР. Предлага образователни услуги, свързани с получаване на висше образование на ниво квалификационни изисквания за младши специалист, бакалавър, специалист, магистърска степен.

## Факултети
Университета се съставен от 6 факултета:
- Агрономически факултет
- Факултет по икономика и предприемачество
- Факултет по счетоводство и одит
- Факултет по технология на производство и преработка на животински продукти
- Факултет по мениджмънт и право
- Факултет по механизация на селското стопанство